# درجات علم التمريض

## الدرجات في علم التمريض
في الولايات المتحدة، يعتبر التمريض أكبر مهنة للرعاية الصحية، مع حوالي أكثر من 3.1 مليون من الممرضين مسجلين في الولايات المتحدة.
ما بين عام 2012 و2022 من المتوقع أن تنمو العمالة للممرضين بنسبة 19% وهي نسبة تزيد عن أي مهنة أخرى.
يشكل الممرضين أكبر عنصر من العاملين في المستشفيات، لكنهم أيضا قادرون على توفير الرعاية في أماكن أخرى، كالعيادات ودور المرضى والمدارس ودور التمريض ووكالات الصحة العامة ومراكز الصحة العقلية.
الممرض في هذه الادوار المختلفة يمكن ان يوفر الرعاية المباشرة للمرضى وإدارة الحالات الصحية، وأيضا يمكنهم التطوير في ممارسة التمريض ومعايير الجودة ضمن انظمة الرعاية الصحية المعقدة.
كما ان كل درجة من التمريض يمكن ان توفر مستوى مختلفا من الرعاية للمرضى وتعمل في ادوار مختلفة بشكل كبير، فمن المهم التفريق بينهما.
مستويات درجات التمريض لديها متطلبات تعليمية مختلفة وأيضا تتطلب ترخيصا واعتمادا، الذي يمكن ان يختلف من دولة إلى أخرى.

## الترخيص لمهنة التمريض
يتمكن الممرض من الحصول على الترخيص لممارسة مهنتة بعد الانتهاء من برنامج التدريب من 12 إلى 18 شهرا من الكلية.
ويركز هذا البرنامج على انشطة مهمه للمهنه واعداد الممرض لامتحان المجلس الوطني للترخيص.
يمكن التقدم للامتحان في حال الحصول على شهادة الثانوية أو ما يعادلها، والانتهاء بنجاح في البرنامج التدريبي للتمريض المعتمد.
ويتيح لهم العمل في مجموعة متنوعة من الاماكن بما في ذلك المستشفيات والعيادات ودور التمريض ومراكز إعادة التاهيل والمدارس والمنازل الفردية أو الجماعية.

## درجة مساعد في التمريض
وهي الحد الادنى من المتطلبات التعليمية لتصبح ممرض مسجل في الولايات المتحدة، يمكن الحصول على درجة المساعد في التمريض عند اجتياز امتحان النكليكس-رن (NCLEX-RN)، يمكن فقط التقدم لهذا الامتحان عند الحصول على شهادة الثانوية العامة أو ما يعادلها أو درجة من برنامج مجلس التمريض المعتمدة.
للحصول على شهادة مساعد في التمريض يتضمن البرنامج سنتين من التدريب ولكن هذا يختلف من ولاية لاخرى.
متطلبات المقرر الدراسي تشمل علم التشريح، علم وظائف الجسم، علم الاحياء الدقيقة، الكيمياء، التغذية، علم النفس.
كما يتم إجراء فحص إلى جميع المرشحين قبل منحهم الترخيص ويمكن للممرض من الدرجة الجامعية العمل في العيادات الخارجية أو المرضى الداخليين.

## درجة البكالوريوس في علم التمريض
و هي درجة يتم فيها إعداد الممرضين لمجموعة واسعة من الأدوار المهنية والدراسات العليا ضمن التمريض. وعادة ما يتم الحصول عليها من خلال برنامج مدته أربع سنوات في كلية أو جامعة. وتشمل برامج البكالوريا مجموعة متنوعة من دورات الفنون الحرة والتعليم المهني والتدريب في مجال التمريض. أنه يحتوي على تعليم إضافي الذي غالبا ما يشمل العلوم المادية والاجتماعية، والاتصالات، والقيادة، والتفكير النقدي. هناك 674 برامج لدرجة البكالوريوس للتمريض في الولايات المتحدة. يتم اعتماد برامج درجة البكالوريوس لعلم التمريض من قبل مجلس إدارة كل ولاية على حدة من التمريض الذي يسمح للطلاب للخضوع لفحص نكليكس-رن للحصول على ترخيص كممرض مسجل. في عام 2010، دعا معهد الطب إلى 80٪ من الممرضين في الولايات المتحدة لتكون البكالوريا تدريب بحلول عام 2020، وهذا خلق دفعة للمنظمات الرعاية الصحية لجعل درجة البكالوريوس للتمريض شرط التوظيف للممرضين المسجلين ووضع برامج المساعدة التعليمية للذين لديهم درجات جامعية.

## درجة الماجستير في علم التمريض
هي درجة متقدمة تسمح لدور أكثر تخصصا في التمريض. والماجستير لديه مجموعة واسعة من المهن التي قد يطمح إلى ملؤها. وتشمل المسارات التالية أخصائي التخدير، أخصائي التمريض السريري أو القبالة. وبعض المناطق الأخرى التي قد تركز على التمريض في مجال الصحة العامة أو إدارة الأعمال أو الإدارة الصحية. قد تختلف المناهج التعليمية بين 18 و 24 شهرا من الدراسات على مستوى الدراسات العليا بدوام كامل. امتحانات شهادة التمريض لدرجة الماجستير تعتمد على الدور الذي يجري متابعتها. على سبيل المثال، المجلس الوطني للمرأة يأخذ امتحان شهادة القبالة الأمريكية ومجلس إدارة الممرضات قد يحصلون على شهادة من مركز اعتماد الممرضات الأمريكية. ويتم تدريب الممرضين من إعداد الماجستير في التقييم المتقدم، وتقديم المشورة للمرضى، والإدارة، والقيادة، والبحث والتعليم.

## درجة الدكتوراه في علم التمريض
ويشمل التقييم، والتشخيص، والاستشارات، والفحص، والتعليم، وتنسيق رعاية المرضى. هناك العديد من التخصصات التي يمكن أن تتبعها درجة الدكتوراه في علم التمريض بما في ذلك التمريض في الرعاية الحادة، ممرض ممارس لكبار السن، ممرض ممارس في طب الشيخوخة (الرعاية الحادة أو الأولية)، ممرض ممارس في الصحة النفسية، ممرض الأسرة، ممرضة طب الأطفال (حاد أو الرعاية الأولية)، وممرض ممارس المدرسة. يمكن أن تختلف المبادئ التوجيهية المحددة حسب الدولة ومجال الممارسة. من أجل أن تحصل على درجة الدكتوراه للتمريض، يحتاج المرء للحصول على الدكتوراه في ممارسة التمريض. وتختلف متطلبات البرامج المحددة مع كل برنامج. بعد الانتهاء من برنامج الدكتوراه، يجب على المرء اجتياز امتحان الشهادة الذي يتوافق مع تخصصه. في عام 2014 كان هناك 3,065 خريج لدرجة الدكتوراه لعلم التمريض.